# Mesocapromys melanurus
Mesocapromys melanurus (хутія чорнохвоста) — вид гризунів родини хутієвих. Проживає в далекосхідній провінції Куби. Зустрічається тільки в первинному й вторинному лісах. Чисельність швидко зменшується через руйнування середовища проживання, браконьєрство і фрагментацію.